# Otis Spann Is the Blues
Otis Spann Is the Blues è il primo album da solista del cantante e pianista Otis Spann, pubblicato dalla Candid Records nel 1960 (ristampato in seguito numerose volte, sia su vinile che su CD: 1970, 1980, 1982, 1983, 1985, 1990, 2006 e 2014). Il disco fu registrato il 23 agosto 1960 al Fine Recording Studios di New York (Stati Uniti).

## Tracce
Lato A
1. The Hard Way – 5:02 (Otis Spann)
2. Take a Little Walk with Me – 3:25 (Robert Lockwood Jr.)
3. Otis in the Dark – 4:32 (Otis Spann)
4. Little Boy Blue – 3:38 (Robert Lockwood Jr.)
5. Country Boy – 4:24 (Otis Spann)

Lato B
1. Beat-Up Team – 5:29 (Otis Spann)
2. My Daily Wish – 4:26 (Robert Lockwood Jr.)
3. Great Northern Stomp – 4:15 (Otis Spann)
4. I Got Rumbling on My Mind #2 – 4:02 (Robert Lockwood Jr.)
5. Worried Life Blues – 4:20 (Otis Spann)

## Musicisti
- Otis Spann - pianoforte
- Otis Spann - pianoforte solo (brani: A3 e B3)
- Otis Spann - voce (brani: A1, A5, B1 e B5)
- Robert Lockwood Jr. - chitarra
- Robert Lockwood Jr. - voce (brani: A2, A4, B2 e B4)